# Leszja Ukrajinka
Larisza Petrivna Koszacs-Kvitka (ukránul: Лариса Петрівна Косач-Квітка, írói álnevén Leszja Ukrajinka ukránul: Леся Українка, 1871. február 25., ó-naptár: február 13. – 1913. augusztus 1., ó-naptár: július 19.) ukrán költőnő. Anyja írónő volt, apja pedig ügyvéd. Bátyját Mihajlónak hívták. Leszja már négyévesen tudott olvasni, ötévesen pedig írni. Kilencévesen írta az első versét.
1881-ben csonttuberkulózist diagnosztizáltak nála. Gyógyulását kereste Egyiptomban is, ahova többször is ellátogatott. Élete utolsó tíz napját a grúziai Szuramiban töltötte. Kijevben, a Bajkovói régi temetőben helyezték örök nyugalomra. Verseiben megjelenik a halálközeliség motívuma, valamint a reménytelenség-remény ellentéte. Műveit több nyelvre is lefordították, számos városban szobrot is állítottak emlékére. 2002 óta az Alexandriai Könyvtárban emléktábla áll tiszteletére. Születése évfordulóján ünneplik az Ukrán Kultúra Napját.

## Magyarul
- Út a tengerhez. Versek; vál., utószó, jegyz. Karig Sára, ford. Gergely Ágnes et al.; Európa, Bp., 1971
- Erdei rege. Tündérjáték 3 felvonásban; ford. Kótyuk István; Intermix, Ungvár–Bp., 1993 (Kárpátaljai magyar könyvek)
- Hét húr. Versek; vál., szerk. Natalia Drahomanova Bartai, Hartyányi Jaroszlava, utószó Hartyányi Jaroszlava, ford. Weöres Sándor et al.; Magyarországi Ukrán Kulturális Egyesület, Bp., 1996